# Cemater
Cemater - Cemento Amianto Matera S.p.A. era una azienda pubblica italiana che operava nel settore della produzione di opere in cemento-amianto.

## Storia
Era nata il 17 dicembre 1968 con il nome di Nordamianto S.p.A. con sede in Recetto (NO) con lo scopo di produrre e commerciare manufatti in cemento-amianto, come pannelli e altri materiali per l'edilizia.
Il 4 ottobre 1971, in seguito all'entrata nel capitale sociale da parte di ICAR (45%), SPI (45%, Gruppo IRI), Cementir (10%, IRI-Finsider), diventa Cemater e si sposta a Matera, per volontà di IRI che intendeva promuovere iniziative industriali nel Mezzogiorno: era incaricata della fabbricazione di prodotti in cemento-amianto, della costruzione dei relativi impianti di produzione e della gestione di miniere e cave da cui estrarre le necessarie materie prime.
Nel 1974 a Ferrandina, dà il via alle attività operative.
Nel 1982 viene ceduta privatizzata e ceduta a Fibronit cambiando denominazione in Maternit.